# Dietrich Mahnke
Dietrich Mahnke (17 octobre 1884 à Verden - 25 juillet 1939 à Fürth) est un philosophe et historien des mathématiques allemand.

## Vie et œuvre
Fils d’un libraire issu d’une famille modeste de la Basse-Saxe, Dietrich Mahnke étudie les mathématiques, la physique et la philosophie à l’université de Göttingen (1902-1906) où il reçoit l’influence de Husserl.
Professeur au lycée de Stade (Basse-Saxe), ses premiers travaux concernent déjà Leibniz dont il cherche à donner une interprétation distincte de celles des néo-kantiens de Marbourg et de Couturat (cf. Eine neue Monadologie, 1917).
Il prend part aux combats de la Première Guerre mondiale pendant toute la durée du conflit.
Après-guerre, de nouveau professeur à Stade, puis à Greifswald (Poméranie), il publie de nombreux travaux consacrés à Leibniz, ainsi qu’à l’histoire des idées en Basse-Saxe. Il soutient sa thèse de doctorat sous la direction de Husserl en 1925 à Fribourg en Brisgau. Elle est publiée dans le Jahrbuch für Philosophie und phänomenologische Forschung de Husserl sous le titre Leibnizens Synthese von Universalmathematik und Individualmetaphysik (1925).
Mahnke passe son habilitation à l’université de Greifswald en 1926. La même année paraît son ouvrage Neue Einblicke in die Entdeckungsgeschichte der höheren Analysis.
Il est nommé en 1927 professeur à Marbourg où il poursuit ses travaux sur Leibniz (cf. notamment Zur Keimesgeschichte der Leibnizschen Differentialrechnung, 1932) dont il édite également la correspondance mathématique pour l’édition de l’Académie de Berlin.
Son dernier ouvrage, Unendliche Sphäre und Allmittelpunkt. Beiträge zur Genealogie der mathematischen Mystik (1937) explore, en partant de Leibniz, l’histoire de la mystique religieuse et philosophique.
Mahnke meurt accidentellement en 1939.